# ویوا سیستمز
ویوا سیستمز (انگلیسی: Veeva Systems) شرکت نرم‌افزار آمریکایی است، که در سال ۲۰۰۷ توسط پیتر گزنر تأسیس شد.